# The Beloved Vampire
The Beloved Vampire è un cortometraggio muto del 1917 prodotto e diretto dai fratelli E.D. e H.M. Horkheimer. Prodotto dalla Balboa Amusement Producing Company, il film aveva come interpreti Clifford Grey, Margaret Landis, Arma Carlton, Tom Morgan.
Della pellicola non si conoscono copie esistenti.

## Produzione
Il film, prodotto dalla Balboa Amusement Producing Company sotto la dizione Knickerbocker Star Features, venne girato a Long Beach, in California.

## Distribuzione
Distribuito dalla General Film Company, il film - un cortometraggio in tre bobine - uscì nelle sale cinematografiche statunitensi il 16 febbraio 1917,